# Génération 65
Pour plus de détails, voir Fiche technique et Distribution.
Génération 65 (There Goes My Baby) est un film américain réalisé par Floyd Mutrux, sorti en 1994.

## Synopsis
De jeunes diplômés d'un lycée de Los Angeles en 1965 voient progressivement changer la culture et la politique américaines...

## Fiche technique
- Titre original : There Goes My Baby
- Titre français : Génération 65
- Réalisation et scénario : Floyd Mutrux
- Photographie : William A. Fraker
- Montage : Danford B. Greene et Maysie Hoy
- Musique : Dick Bernstein et Budd Carr
- Production : Robert Shapiro (en), Barry Spikings et Rick Finkelstein
- Pays d'origine : États-Unis
- Format : Couleurs - 1,85:1 - Mono
- Genre : Comédie romantique
- Durée : 99 minutes
- Date de sortie : 1994

## Distribution
- Dermot Mulroney : "Pirate"
- Ricky Schroder : "Stick"
- Kelli Williams : "Sunshine"
- Noah Wyle : Finnegan
- Jill Schoelen : Babette
- Kristin Minter : Tracy
- Lucy Deakins : Mary Beth
- Kenny Ransom : Calvin
- Seymour Cassel : Pop
- Fred Coffin : M. Maran
- Janet MacLachlan : Lottie
- Andrew Robinson : Frank
- Miguel A. Núñez Jr. : Rodney
- Paul Gleason : M. Burton
- Shon Greenblatt : Morrisey
- Anne Archer : Mary Beth adulte / le narrateur